# Harnold Koussou Ouvelou
Harnold Koussou Ouvelou (24 de febrero de 1997) es un deportista gabonés que compite en judo. Ganó una medalla de bronce en los Juegos Panafricanos de 2015 en la categoría de –66 kg.

## Palmarés internacional
| Juegos Panafricanos | Juegos Panafricanos               | Juegos Panafricanos | Juegos Panafricanos |
| Año                 | Lugar                             | Medalla             | Categoría           |
| ------------------- | --------------------------------- | ------------------- | ------------------- |
| 2015                | Brazzaville (República del Congo) | Medalla de bronce   | –66 kg              |